# 卢步东
卢步东（1949年—），汉族，中华人民共和国政治人物、第十一届全国政协委员。
加入中国民主建国会，担任民建中央委员、浙江省委副主委、浙江省旅游集团公司总经理。2008年，当选第十一届全国政协委员，代表中国民主建国会，分入第七组。